# Otto F. Häusler
Otto F. Häusler (* 17. November 1923 in Prag; † 13. Oktober 2007) war ein deutscher Maler und Grafiker.

## Leben
Häusler kam 1954 in die Bundesrepublik und war Verkaufskorrespondent in der Nahrungsmittelindustrie. Als Autodidakt war er aber auch freikünstlerisch tätig. Seit 1973 war er Mitglied im Künstlerbund Heilbronn.

## Werk
Häusler hat insbesondere abstrakte Arbeiten geschaffen, mit denen er Einzel- und Gruppenausstellungen im In- und Ausland bestritt. Einige seiner Werke wurden von der öffentlichen Hand aufgekauft, unter anderem von der Stadt Heilbronn und vom Land Baden-Württemberg.